# Ghiacciaio Moody
Il ghiacciaio Moody è un ghiacciaio tributario lungo circa 18 km situato sulla costa di Shackleton, all'interno della regione sud-occidentale della Dipendenza di Ross, nell'Antartide orientale. Il ghiacciaio, il cui punto più alto si trova a circa 2400 m s.l.m., fluisce verso sud partendo dal versante meridionale del picco Decennial, nei monti della Regina Alessandra, e scorrendo tra i monti Adams, a est, e la cresta Martin, a ovest, fino a unire il proprio flusso a quello del ghiacciaio Berwick.

## Storia
Il ghiacciaio Moody è stato scoperto durante la spedizione Nimrod (conosciuta anche come spedizione antartica britannica 1907-09), condotta dal 1907 al 1909 e comandata da Ernest Henry Shackleton, ma è stato così battezzato solo in seguito dal Comitato consultivo dei nomi antartici in onore di P. R. Moody, un elettricista della marina militare statunitense in servizio presso la stazione McMurdo nell'inverno del 1963.